# 凤冈县
凤冈县位于中华人民共和国贵州省北部，是遵义市下属的一个县。面积1883平方公里，2006年人口为42万。邮政编码564200，县政府驻龙泉街道。

## 历史沿革
元朝置大保龙泉长官司，治所今凤冈县。明朝万历二十九年（1601年）废龙泉长官司置龙泉县，属石阡府。民国二年（1913年9月）更名凤泉县，属镇远道（黔东道）；民国十九年（1930年）更名凤冈县；以城内凤凰山得名。

## 行政区划
凤冈县下辖2个街道办事处、11个镇：
龙泉街道、何坝街道、进化镇、琊川镇、蜂岩镇、永和镇、花坪镇、绥阳镇、土溪镇、永安镇、天桥镇、王寨镇和新建镇。

## 交通
- 326国道过境。

## 特产
凤冈富锌富硒茶：中国地理标志产品。